# 天使が消えた街 (テレビドラマ)
『天使が消えた街』（てんしがきえたまち）は、2000年4月12日から同年6月28日まで日本テレビ系列の「水曜ドラマ」枠で放送されたテレビドラマ。主演は堂本光一。平均視聴率は14.6%。
自閉症の兄を演じる藤井フミヤは、出演依頼を受けた時はかなり悩んだものの、実際に自閉症の子供たちが学ぶ学校を訪れて交流し、役作りをして撮影に臨んだ。
2013年現在、VHSは発売されているがDVDは未発売。

## あらすじ
資本家による利益独占、社会格差が開くなか青年が、自閉症の兄と暮らしながら‘生きる意味’を探し続け成長していく姿を描く。
友人の借金を肩代わりし、借金返済のため殴られ屋を営む達郎は、突然腹違いで自閉症の兄・輝の存在を知らされる。輝を兄だと認めたくない達郎だったが、住み込みで働いていた工場が倒産し、引き取り手がいない輝を、一晩だけ自分の部屋に泊めることに。だが、輝はベッドの位置から歯磨き粉の味まで生活習慣に徹底的なこだわりを持ち、達郎は終始振り回されっぱなし。そんな輝を放り出そうとした達郎は、常連客で産業カウンセラーの京子に相談を持ち掛ける。

## キャスト
高野 達郎〈22〉
演 - 堂本光一（幼少期：小南凱）
友人の借金を肩代わりし、殴られ屋として稼いだ金で返済している。性格は、ぶっきら棒。だが、輝と暮らしていくうちに、生きることの本当の意味を知っていく。
高野 輝〈35〉
演 - 藤井フミヤ
達郎の異母兄で自閉症。親に捨てられ、身寄りは達郎のみ。基本的には無口だが、こだわったことができると、何度も繰り返して喋る。指先が器用で、記憶力、画才にも恵まれている。
吉井 タマキ
演 - 内田有紀
料理研究家助手をしている。ドン臭いところが多く、仕事では失敗が多い。達郎を一方的に思い続ける。やがて食事の世話をするようになった輝の良き理解者となる。
石田 智也
演 - 細川茂樹
京子の恋人で婚約者。超エリート。だが、京子が輝に心引かれていき、婚約は解消へと。二面性のある男。
石田 里江
演 - 銀粉蝶
智也の母親。
瀬戸 かおり
演 - 板谷由夏
会社社長を務めている。達郎の幼馴染で、同じ施設で育った。上昇志向が強い女性。
川島 聖
演 - 田中聖
不登校児の中学生。学校の教師に不当な差別を受けるが、輝と関わって人生観が変わってしまう。
高野 敦
演 - 蟹江敬三
達郎と輝の父親。
水沢 洋子
演 - 赤座美代子
輝の母親。
安原 信輔
演 - 大竹まこと
暴力団・安原一家のヤクザ。やがて達郎を極道の世界に引きずり込もうとしている。
進藤 京子
演 - 酒井法子
一流銀行の産業カウンセラーで会社員たちの悩みを聞きつつ、自身は殴られ屋の常連客。輝の件で、達郎の相談にのっているうちにピュアな心を持つ輝にひかれていく。

## テーマ曲
- オープニングテーマ「もう君以外愛せない」KinKi Kids（ジャニーズ・エンタテイメント）
- エンディングテーマ「INSIDE」藤井フミヤ（ソニー・ミュージックアソシエイテッドレコーズ）[2]

最終回ではオープニングテーマが「INSIDE」、エンディングテーマが「もう君以外愛せない」になっていた。

## スタッフ
- 脚本：清水有生
- 音楽：Project R
- 演出：雨宮望、古賀倫明、荻野哲弘
- ファイティングコーディネート：佐々木修平
- カースタント：ウェルムーブ
- 技術協力：NTV映像センター
- 美術協力：日本テレビアート
- 編集・MA：映広
- プロデュース：河野英裕
- 制作著作：日本テレビ

## 放送日程
- カッコ内は、本編中で表示されたサブタイトル。

1. 殴られ屋が出逢ったピュアな愛！障害者の兄をすてた時…（いらない部品） 15.9%
2. 15年の嘘!再会した母の裏切り（捨てられた兄弟） 15.5%
3. 同居地獄!傷だらけの兄弟愛（ケガは痛いです） 14.7%
4. 一緒に死のう…初恋の悲しい約束（一緒に死のう） 12.2%
5. 禁じられた恋…犯罪への誘惑（さよなら輝さん） 13.6%
6. 売春詐欺!!愛のために犯した罪（京子さんは会いません） 14.9%
7. 裏切りのキス…心哀しき殺人者（三人の関係って素敵です） 13.2%
8. サヨナラ旅行…新しい命の誕生（サヨナラ旅行） 12.9%
9. 幻の父の秘密!!不治の病におかされて（達ちゃんと一緒にいたいです） 15.9%
10. 死の宣告…冷血な父からの贈物（達ちゃんは助けてくれます） 14.1%
11. 非道な父死す!明日なき手術が始まる（お父さんサヨナラ） 14.7%
12. 愛する勇気!この世で一番残酷な死 17.4%

## 備考
- 制作当初の題名は『真夜中のカウボーイ〜青春残酷物語〜』であり、一部の雑誌に記載されていた。
- 初回放送当日（2000年4月12日）には、堂本がとある番組の企画で、日本テレビで当時平日の夕方に放送されていた報道番組『ニュースプラス1』のアシスタントディレクター業務を1日体験していた。この日の同番組ではエンディングで藤井が生出演し本作品をPRしていたが、直前の天気コーナー（東京・麹町の日本テレビ本社〈当時〉南本館前の駐車場から生中継されていた）でのAD業務を終えた堂本がエンディングでの生中継に映り込もうと子供たちと共に並んでいたが、本社前にカメラが切り替わらず、堂本は映り込むことが出来なかった[要出典]。
- 全編を通して絵本『ぐるんぱのようちえん』（福音館書店、作：西内ミナミ、絵：堀内誠一、昭和40年初版）がストーリーの根幹に関わっている。